# Jihočeský vědeckotechnický park
Jihočeský vědeckotechnický park, a.s. (JVTP) je akciová společnost, která byla založena v roce 2008 jediným zakladatelem, kterým je Jihočeský kraj, za účelem podpořit intenzitu, kvalitu a rychlost šíření inovací a transferu technologií do hospodářské praxe regionu s důrazem na progresivní (high-tech) technologie. Společnost má zásadně neziskový charakter. Případný zisk vytvořený podnikatelskou činností bude sloužit pro posilování a obnovu infrastruktury JVTP.

## Vznik
JVTP vznikl na základě spolupráce mezi Jihočeskou agenturou pro podporu inovačního podnikání (JAIP) a Jihočeskou univerzitou v Českých Budějovicích (zakladatelé), za podpory Jihočeského kraje a Statutárního města České Budějovice. Jihočeská univerzita zajistila první etapu výstavby a je také vlastníkem nemovitostí JVTP z této etapy. Správcem JVTP byla určena JAIP, a to s účinností od srpna 2008, kdy byl zahájen provoz prvního objektu JVTP. Pro rozvoj JVTP byla Jihočeským krajem založena akciová společnost Jihočeský vědeckotechnický park, a.s., která převzala roli nositele projektu a vlastníka objektů pro etapu IIA. Tato etapa bude dokončena v polovině roku 2014.[zdroj?]

## Cíl
Hlavním cílem JVTP je systematicky a efektivně podporovat sociální, technologické, ekonomické a institucionální základy systému inovačního procesu pro jednotlivé inovativní a technologicky orientované záměry a projekty v rámci oblasti Jihočeského kraje, lokalizované v aglomeraci Českých Budějovic, a to zejména v návaznosti na Jihočeskou univerzitu a Biologické centrum AV ČR.

## Prostředí
JVTP není primárně určen k podpoře vědy či výzkumu, ale je určen k podpoře podnikatelské sféry. Posláním a smyslem je podpora v oblasti inovací a transfer technologií z veřejné výzkumné sféry do hospodářské a podnikatelské praxe v jihočeském regionu. Primárně je tato podpora určena malým a středním inovativním firmám a vychází z podmínek pro Jihočeský kraj typických, to znamená z přírodní, zemědělské charakteristiky kraje a tomu odpovídající zaměření především na rozvoj progresivních hi-tech biologických technologií.

## Činnosti
- Lokalizace technologicky orientovaných a inovačních firem, podporujících hospodářský rozvoj regionu a zajišťujících kooperativní vazby na firmy v regionu působící.
- Lokalizace výzkumných a vývojových týmů zaměřených na aplikovaný výzkum pro podporu hospodářského rozvoje regionu.
- Předinkubační a inkubační činnosti nabízené vznikajícím, inovativním a TO firmám, především potom malým a středním firmám a osobám v procesu spin-off a start-up.
- Zajišťování společného marketingu a PR firmám ve JVTP, resp. JVTP jako celku a výzkumu a vývoje a inovací v regionu vůbec.
- Poskytování informačních, konzultačních a dalších provozních služeb firmám lokalizovaným ve JVTP
- Činnosti v oblasti nájmu, resp. podnájmu jednotlivých klientů, především potom zajištění technických služeb.
- Činnosti v oblasti nájmu, resp. podnájmu nebo půjčce souvisejícího zařízení a přístrojového vybavení pro zabezpečení podpory jednotlivých klientů.
- Činnosti v oblasti správy nemovitého a movitého majetku JVTP, vč. zajištění dalších zdrojů pro dosažení prahové velikosti JVTP.
- Činnosti v oblasti transferu technologií a ochrany duševního vlastnictví.
- Podpora a stimulace vzájemné komunikace mezi vědeckovýzkumnými institucemi a průmyslem s cílem uplatnit výsleaky aplikovaného výzkumu v praxi a zároveň zajistit cílenou orientaci aplikovaného výzkumu pro jeho praktické využití.
- Podpora vzájemné součinnosti výzkumných a vývojových institucí a týmů při řešení konkrétních problémů a projektů v jednotlivých oblastech aplikovaného výzkumu s cílem optimálně využít jejich kapacitu.
- Spolupráce s vysokým školstvím a dalšími vzdělávacími institucemi v regionu při profilaci jejich vzdělávacích osnov a programů a zajišťování jejich absolventů pro praxi.
- Aktivní vyhledávání a hodnocení technologicky a inovačně zaměřených projektů, spolupráce při jejich zpracovávání a vyhledávání finančních zdrojů pro jejich realizaci.
- Pořádání konferencí, workshopů, seminářů a dalších vzdělávacích akcí.[3]

## Ocenění
JVTP byl 19. listopadu 2009 oceněn 2. místem v soutěži Podnikatelská nemovitost roku 2008 v kategorii Podnikatelská nemovitost s největším přínosem pro inovace a výzkum. Soutěž je každoročně pořádána Agenturou pro podporu podnikání a investic CzechInvest, Ministerstvem průmyslu a obchodu České republiky a Sdružením pro zahraniční investice (AFI).